# Michel Tabárez
Michel Tabárez, vollständiger Name Michel Emanuel Tabárez Soria, (* 29. März 1995 in Treinta y Tres) ist ein uruguayischer Fußballspieler.

## Karriere

### Verein
Torhüter Tabárez stand bereits in den Spielzeiten 2011/12 und 2013/14 im Kader des uruguayischen Erstligisten Centro Atlético Fénix. Allerdings kam er in diesem Zeitraum nicht in der Primera División zum Einsatz. In der Saison 2014/15 wurde er neunmal in der höchsten uruguayischen Spielklasse eingesetzt. Während der Spielzeit 2015/16 sind ebenso wie in der Saison 2016 keine weiteren Einsätze für ihn verzeichnet.

### Nationalmannschaft
Tabárez gehört mindestens seit Mai 2014 der uruguayische U-20-Auswahl an. Auch für den Trainingslehrgang im Juli 2014 wurde er nominiert. Zu seinem ersten Länderspieleinsatz unter Trainer Fabián Coito kam er am 12. Juni 2014 als Mitglied der Startelf beim 2:1-Auswärtssieg gegen Paraguay. Zudem bestritt er am 24. September 2014 das mit einem 1:0-Heimsieg endende Länderspiel gegen Peru.
Er gehörte dem uruguayischen Aufgebot bei der U-20-Südamerikameisterschaft 2015 in Uruguay an.